# Crocozona
Genre
Crocozona est un genre d'insectes lépidoptères de la famille des Riodinidae. Ils résident tous en Amérique.

## Dénomination
Le nom Crocozona leur a été donné par Cajetan Freiherr von Felder et Rudolf Felder en 1865.

## Liste des espèces
- Crocozona coecias (Hewitson, 1866) ; présent en Bolivie, en Colombie, au Brésil et au Pérou.
- Crocozona croceifasciata Zikán, 1952 ; présent au Brésil.
- Crocozona fasciata (Hopffer, 1874) ; présent en Bolivie et au Pérou.
- Crocozona pheretima C. & R. Felder, [1865] ; présent en Colombie.

### Source
- Crocozona sur funet